# Округ Калавеј (Мисури)
Округ Калавеј (енгл. Callaway County) је округ у америчкој савезној држави Мисури.

## Демографија
По попису из 2010. године број становника је 44.332, што је 3.566 (8,7%) становника више него 2000. године.
| Група             | 2000.          | 2010.          |
| Белци             | 37.191 (91,2%) | 40.350 (91,0%) |
| Афроамериканци    | 2.307 (5,7%)   | 2.032 (4,6%)   |
| Азијати           | 210 (0,5%)     | 245 (0,6%)     |
| Хиспаноамериканци | 377 (0,9%)     | 707 (1,6%)     |
| Укупно            | 40.766         | 44.332         |